# Zonder titel (Bas Peeperkorn)
In een overstek van een woongebouw aan de Assendelftstraat in Amsterdam-West is een titelloos werk te zien van Bas Peeperkorn.
Kunstenaar Bas Peeperkorn, opgeleid aan de Vrije Tekenacademie en Gerrit Rietveld Academie (1985-1990) kreeg van stadsdeel Westerpark in 2008 de opdracht een loze ruimte onder de overstek Assendelftstraat en Zaandijkstraat op te vullen met een artistiek kunstwerk. Het moest een aanvulling zijn op het Kindlint Haasje Over van Margot Berkman en Eline Janssens, dat schoolgaande kinderen in de vorm van tegeltjes van de ene naar de andere plek begeleid. Peeperkorn maakte een aantal portretten van kinderen uit de buurt en beeldde de personen af door middel van 65.000 mozaïeksteentjes. Het kreeg zo vergelijkend met een schilderij 65.000 penseeltoetsjes mee, een soort pointillisme. Alhoewel het werk grotendeels anoniem blijft, komt een van de afgebeelde personen bekend voor; het is het Meisje met de parel van Johannes Vermeer dat op de achtergrond straalt. Het werk is rechtsonder gesigneerd.

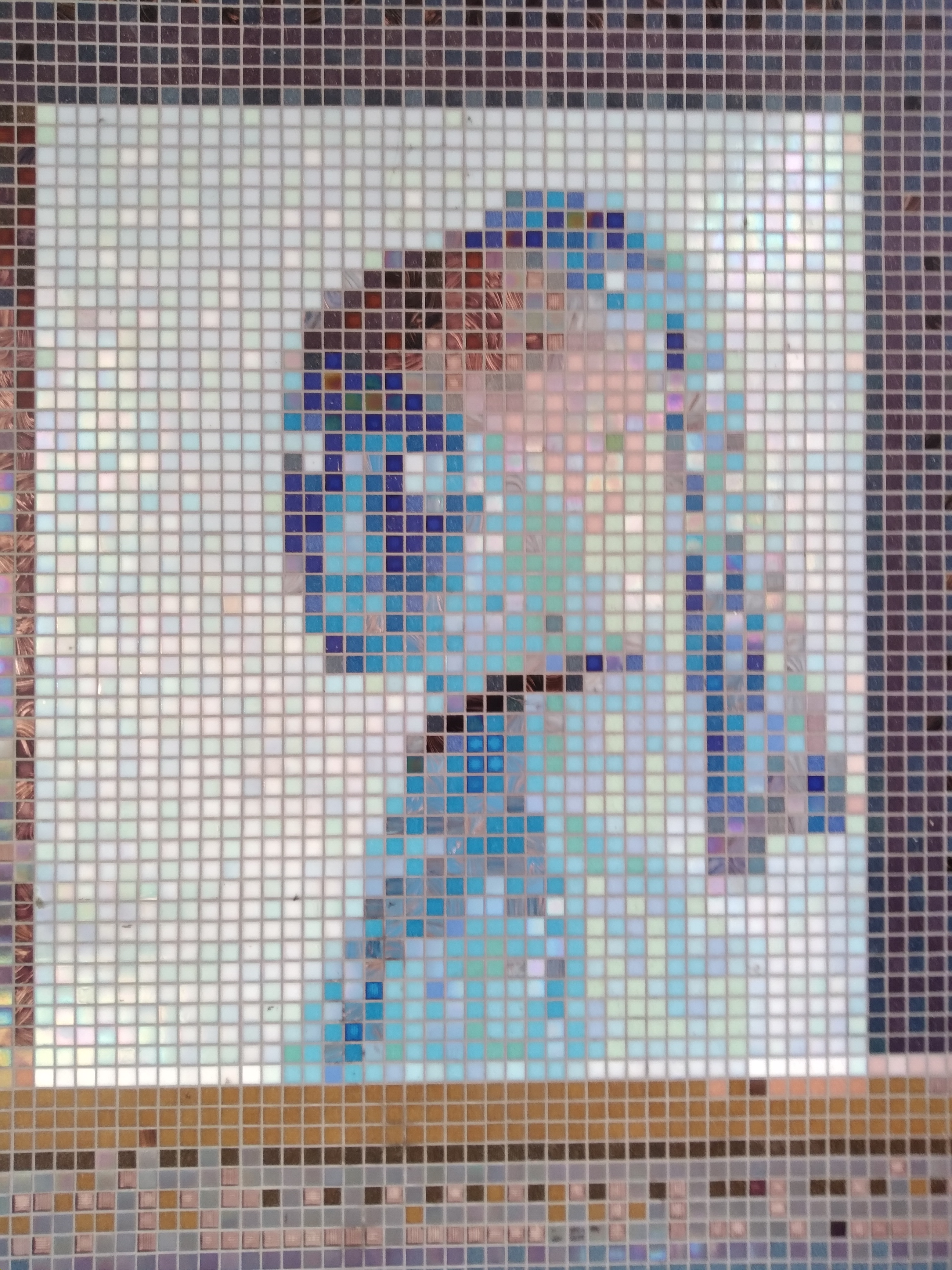
Meisje met de parel (mei 2021)

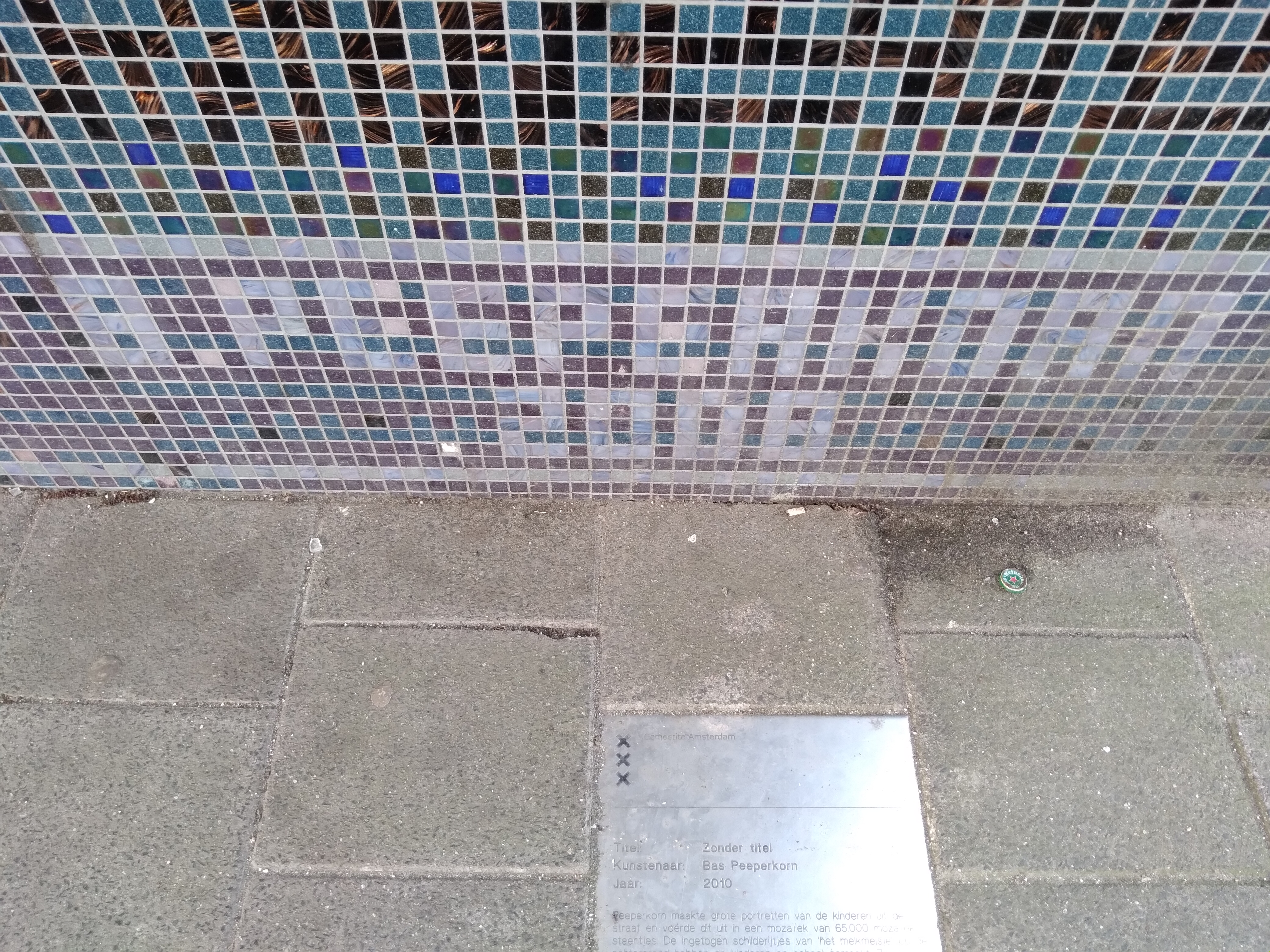
Signatuur (mei 2021)